# Departament PESEL MSW
Departament Powszechnego Elektronicznego Systemu Ewidencji Ludności (PESEL) MSW – jednostka organizacyjna Ministerstwa Spraw Wewnętrznych Polskiej Rzeczypospolitej Ludowej powiązana z organami bezpieczeństwa państwa, funkcjonująca w latach 1981–1990 (utworzona na bazie struktur istniejących od 1972 r.). Do zadań komórki należało prowadzenie Powszechnego Elektronicznego Systemu Ewidencji Ludności (PESEL) będącego zbiorem podstawowych danych o polskich obywatelach.

## Historia zmian strukturalnych

### Organizacja pionu w latach 70.
Pierwsze koncepcje dotyczące elektronicznego rejestru obywateli pojawiły się w Polsce już na przełomie lat 60. i 70. Propagatorem tej idei i inicjatorem informatyzacji państwa był Andrzej Targowski. Po opracowaniu planów działania i zatwierdzeniu ich przez władze partyjno-państwowe nadzór nad wdrożeniem systemu PESEL został powierzony Ministrowi Spraw Wewnętrznych ze względu na jego ustawowe uprawnienia w zakresie spraw ewidencji ludności. Obok pracowników cywilnych w gronie wykonawców projektu znaleźli się również funkcjonariusze oddelegowani z jednostek organizacyjnych MSW wchodzących w skład Służby Bezpieczeństwa. Wstępne prace prowadzone były w Ośrodku Informatyki MSW kierowanym przez płk. Antoniego Bossowskiego.
1 stycznia 1972 r. kontrolę całości zadań związanych z systemem przejął nowo mianowany pełnomocnik ministra ds. PESEL płk Zygmunt Orłowski. Obsługę przedsięwzięcia zapewniało początkowo Biuro Pełnomocnika, następnie w jego miejsce na mocy zarządzenia organizacyjnego nr 068 ministra z 18 sierpnia 1973 r. utworzono dwie nowe komórki: Biuro Koordynacyjno-Organizacyjne PESEL oraz Biuro Studiów i Projektów PESEL. Na czele pierwszego z nich stanął 1 listopada 1973 r. ppłk Jan Staniszewski, natomiast kierownictwo drugiego objął 1 marca 1974 r. ppłk Roman Warski.
Kilka lat później władze dokonały kolejnych przekształceń. 11 listopada 1975 r. Rada Ministrów podjęła uchwałę nr 208, zgodnie z którą na bazie istniejących struktur przy Ministerstwie Spraw Wewnętrznych utworzone zostało Rządowe Centrum Informatyczne PESEL. Nową instytucję podporządkowano dyrektorowi generalnemu ds. PESEL. 16 marca 1976 r. na to stanowisko powołano dotychczasowego pełnomocnika płk. Zygmunta Orłowskiego. Po zmianach etatowych wprowadzonych zarządzeniem organizacyjnym nr 043 ministra z 22 września 1976 r. w skład centrum wchodziły: Biuro Koordynacyjno-Organizacyjne RCI PESEL oraz Biuro Eksploatacji i Rozwoju Systemu RCI PESEL (jednostki te w dalszym ciągu kierowane były przez ppłk. Jana Staniszewskiego i ppłk. Romana Warskiego).

### Funkcjonowanie departamentu w latach 80.
Na początku lat 80. pion przeszedł zasadniczą reorganizację. Zgodnie z zarządzeniem organizacyjnym nr 046 ministra z 21 lipca 1981 r. biura tworzące Rządowe Centrum Informatyczne PESEL zostały przekształcone 1 sierpnia 1981 r. w jednolity Departament PESEL. Po odwołaniu dyrektora generalnego płk. Zygmunta Orłowskiego dyrektorem nowej komórki został mianowany płk Roman Warski. W związku z reformą centrali MSW z listopada 1981 r. Departament PESEL wraz z Departamentem Techniki, Biurem „B”, Biurem „C”, Biurem „W” i Zarządem Łączności wszedł w skład Służby Zabezpieczenia Operacyjnego (funkcję szefa tej struktury sprawowali kolejno członkowie ścisłego kierownictwa resortu: gen. bryg. Konrad Straszewski i gen. bryg. Stefan Stochaj).
W 1981 r. struktura Departamentu PESEL (na użytek zewnętrzny występującego pod nazwą Rządowe Centrum Informatyczne PESEL) przedstawiała się następująco:
- Wydział Centralnego Banku Danych (budowa i funkcjonowanie CBD, aktualizacja i kontrola zasobów, administrowanie bankami danych)
- Wydział Terenowych Banków Danych (prace projektowo-programowe w zakresie rozbudowy TBD, instrukcje i szkolenia dla ich użytkowników)
- Wydział Podsystemów Tematycznych (prace analityczno-projektowe, współrealizacja podsystemu MAGISTER, eksploatacja podsystemów)
- Wydział Badawczo-Rozwojowy (prace wdrożeniowe dla nowych systemów, prace analityczne, konsultacje i ekspertyzy)
- Wydział Przygotowywania Danych (tworzenie nośników dla systemów informatycznych, przygotowywanie danych testowych)
- Wydział Nadzoru Technologicznego i Ochrony Systemów (ochrona w obiektach departamentu, kontrola ruchu osobowego)
- Wydział Służby Terenowej (utrzymywanie, zabezpieczenie i ochrona stacji i systemów łączności)
- Wydział Techniki (nadzór techniczny nad działaniem sprzętu w departamencie)
- Wydział Ogólny (współpraca z innymi jednostkami MSW, sprawy kadrowe i administracyjne)[3]

Zarówno instytucjonalne usytuowanie departamentu (przynależność do Służby Zabezpieczenia Operacyjnego grupującej komórki operacyjno-techniczne SB), jak i struktura etatowa (znaczna przewaga stanowisk mundurowych nad stanowiskami cywilnymi) wskazują na jego bliskie powiązania z organami bezpieczeństwa państwa. Jednak w odróżnieniu od typowych jednostek Służby Bezpieczeństwa ogniwa terenowe pionu PESEL nie zostały włączone w skład komend wojewódzkich Milicji Obywatelskiej / wojewódzkich urzędów spraw wewnętrznych, lecz funkcjonowały przy urzędach wojewódzkich podległych terenowym organom administracji państwowej.

### PESEL po transformacji ustrojowej
W przedstawionym powyżej kształcie Departament PESEL przetrwał do czasu przemian ustrojowych w Polsce i reorganizacji resortu spraw wewnętrznych, która została zakończona 31 lipca 1990 r. Proces ten obejmował przebudowę centrali ministerstwa poprzez wydzielenie zintegrowanych z nią organów bezpieczeństwa państwa i porządku publicznego oraz ucywilnienie pozostałych etatów. W nowych warunkach politycznych departament pozostał w strukturze MSW / MSWiA i kontynuował swoją działalność aż do rozwiązania w dniu 15 lipca 1998 r. Następnie zadania związane z prowadzeniem PESEL przejęły inne jednostki organizacyjne urzędu obsługującego ministra właściwego do spraw wewnętrznych (1 stycznia 2016 r. sprawy te przekazano do urzędu obsługującego ministra właściwego do spraw informatyzacji).

### Sprawy rent i emerytur byłych pracowników RCI PESEL
Pracownicy departamentu odpowiedzialni za stworzenie systemu PESEL zostali potraktowani jako „funkcjonariusze wykonujący pracę na rzecz totalitarnego państwa”. W związku z tym nawet jeżeli po 1990 r. odprowadzali wciąż wysokie składki, to emerytura nie może być wyższa niż wynosi przeciętna emerytura wypłacana przez ZUS, w związku z nową ustawą o emeryturach i umieszczeniem ich na liście IPN.
Ustawa represyjna czyli tzw. „druga ustawa dezubekizacyjna” (ustawa z dnia 16 grudnia 2016 r. o zmianie ustawy o zaopatrzeniu emerytalnym funkcjonariuszy Policji, Agencji Bezpieczeństwa Wewnętrznego, Agencji Wywiadu, Służby Kontrwywiadu Wojskowego, Służby Wywiadu Wojskowego, Centralnego Biura Antykorupcyjnego, Straży Granicznej, Biura Ochrony Rządu, Państwowej Straży Pożarnej i Służby Więziennej oraz ich rodzin) wprowadza następującą zasadę:
- Każdy funkcjonariusz, który choć przez jeden dzień służył w formacjach uznanych za „wspierające totalitarne państwo” będzie miał obcięte świadczenie. To samo dotyczy rodzin otrzymujących renty po zmarłych i poległych funkcjonariuszach, nawet jeśli polegli w służbie III RP.
- Niezależnie od tego, co robił funkcjonariusz, jakie są jego zasługi dla państwa polskiego po 1990 r., może dostać świadczenie od min. 1000 zł do ok. 2000 zł  (czyli średniej krajowej emerytury z systemu powszechnego).
To kolejna ustawa w tej sprawie – pierwsza, z 23 stycznia 2009 r., zmieniła system świadczeń emerytalnych tak, że funkcjonariuszom organów bezpieczeństwa PRL przeliczono okres tej służy tak, jakby był to okres bezskładkowy w systemie powszechnym (wskaźnik emerytalny został obniżony do 0,7% podstawy wymiaru świadczenia za każdy rok pełnienia służby przed 1990 rokiem). Za służbę w wolnej Polsce funkcjonariusze ci byli traktowani jednakowo z osobami przyjętymi po 1990 roku otrzymując 2,6% podstawy wymiaru świadczenia za każdy rok służby.
Około tysiąca osób wygrało w sądach sprawy o niesłusznie obniżone emerytury. Ponad 20 skarg na dezubekizację trafiło do Trybunału Praw Człowieka w Strasburgu.
W dniu 16 września 2020 r. Sąd Najwyższy podjął uchwałę, w której określił, iż „kryterium »służby na rzecz totalitarnego państwa« określone w ustawie emerytalnej powinno być oceniane na podstawie wszystkich okoliczności sprawy, w tym także na podstawie indywidualnych czynów i ich weryfikacji pod kątem naruszenia podstawowych praw i wolności człowieka". W związku z tą uchwałą – do kwietnia 2021 r. – postępowania dla funkcjonariuszy Departamentu PESEL zostały wznowione przez Sąd Okręgowy w Warszawie w 33 sprawach, a w 9 sprawach nadal są zawieszone".